# Beatriu II de Borgonya
Beatriu II de Borgonya (1193- 1231), nascuda Beatriu de Hohenstaufen, va ser comtessa palatina de Borgonya, duquessa d'Andechs i de Merània pel seu matrimoni amb el duc Otó I d'Andechs i de Merània

## Biografia
Nascuda el 1193, Beatriu fou la segona filla del comte Otó I de Borgonya i de Margarida de Blois (1170-1230), filla del comte Teobald V de Blois i de Chartres i d'Alix de França (aquesta al seu torn filla del rei Lluís VII de França i de la seva primera esposa Elionor d'Aquitània). La seva germana gran, la futura comtessa Joana I de Borgonya va néixer dos anys abans (1191).
El 13 de gener de 1200, el seu pare fou assassinat a Besançon a l'edat de 30 anys. La seva filla gran Joana I el va succeir com a comtessa de Borgonya a l'edat de 9 anys, però va morir el 1205, amb només 14 anys. Beatriu va esdevenir llavors comtessa de Borgonya.
El 1208 es va casar amb el duc Otó I d'Andechs i de Merània que va esdevenir pel seu matrimoni, comte palatí de Borgonya sota el nom d'Otó II de Borgonya, i del qual va tenir un fill el mateix any, el futur comte Otó III de Borgonya. L'any següent (1209) va néixer una filla, la futura comtessa Adelaida I de Borgonya.
La comtessa Beatriu II de Borgonya va morir el 1231, a l'edat de 40 anys.

## Successió
El 7 de maig de 1234, el seu marit Otó II de Borgonya va morir, i el seu fill Otó III el va succeir com a comte palatí de Borgonya. El 1248, quan el comte Otó III al seu torn va morir sense hereu, el comtat va passar a la seva germana, la comtessa Adelaida I de Borgonya.